# Areo (paroisse civile)
Pour les articles homonymes, voir Areo.
Areo est l'une des quatre divisions territoriales et statistiques et l'une des trois paroisses civiles de la municipalitéde Cedeño dans l'État de Monagas au Venezuela. Sa capitale est Areo.